# 1 E9 s
109 - 1010 s（32 年 - 320 年）の時間のリスト
- より短い時間

| 値          | 値                    | 説明                                                                       |
| ----------- | --------------------- | -------------------------------------------------------------------------- |
| 1×109 s     | 32 年                 | 1 ギガ秒 (Gs)                                                              |
| 1×109 s     | 32 年                 | 11574 日                                                                   |
| 1.10×109 s  | 35 年                 | 憲法で定められたアメリカ合衆国大統領の最低年齢                             |
| 1.17×109 s  | 37 年                 | アオウミガメの最長寿命                                                     |
| 1.26×109 s  | 40 年                 | 不惑（40歳）                                                               |
| 1.48×109 s  | 47 年                 | コイの最長寿命                                                             |
| 1.58×109 s  | 50 年                 | 半世紀                                                                     |
| 1.58×109 s  | 50 年                 | 知命（50歳）                                                               |
| 1.58×109 s  | 50 年                 | 江戸幕府第11代将軍・徳川家斉の在任期間（1787年 - 1837年）                  |
| 1.59×109 s  | 50.5 年               | 人が更年期になる平均年齢                                                   |
| 1.72×109 s  | 54.5 年               | カバの最長寿命                                                             |
| 1.728×109 s | 54.6 年               | 20000 日                                                                   |
| 1.84×109 s  | 58.2 年               | バイオリズムが一巡するのにかかる年数（21252日）                            |
| 1.89×109 s  | 60 年                 | 還暦（満60歳、数え61歳）                                                   |
| 1.95×109 s  | 61 年 318 日          | 清国第4代皇帝・康煕帝の在位期間（1661年 - 1722年）                         |
| 1.96×109 s  | 62 年                 | ウマの最長寿命                                                             |
| 1.96×109 s  | 62 年 13 日           | 第124代天皇・昭和天皇の在位期間（1926年 - 1989年）                         |
| 1.99×109 s  | 63 年                 | チタン-44 の半減期                                                         |
| 2.05×109 s  | 65 年                 | 定年                                                                       |
| 2.14×109 s  | 67 年 355 日          | オーストリア皇帝・フランツ・ヨーゼフ1世の在位期間（1848年 - 1916年）       |
| 2.17×109 s  | 68.9 年               | ウラン-232 の半減期                                                        |
| 2.18×109 s  | 68 年 361 日          | ソビエト連邦の存続期間（1922年 - 1991年）                                  |
| 2.18×109 s  | 69 年                 | 古稀（満69歳、数え70歳）                                                   |
| 2.21×109 s  | 70 年                 |                                                                            |
| 2.22×109 s  | 70 年 126 日          | タイ国王・ラーマ9世の在位期間（1946年 - 2016年）                           |
| 2.23×109 s  | 70 年 214 日          | イギリス女王・エリザベス2世の在位期間（1952年 - 2022年）                   |
| 2.28×109 s  | 72 年 110 日          | フランス国王・ルイ14世の在位期間（1643年 - 1715年）                        |
| 2.37×109 s  | 75 年                 | 日本国憲法が施行（1947年）されてからの年数                                 |
| 2.37×109 s  | 75 年                 | 第一世界における人の平均寿命                                               |
| 2.43×109 s  | 77 年                 | 第二次世界大戦終戦・国際連合設立（1945年）からの年数                       |
| 2.46×109 s  | 78 年                 | ゾウの最長寿命                                                             |
| 2.52×109 s  | 80 年                 |                                                                            |
| 2.592×109 s | 82.1 年               | 30000 日                                                                   |
| 2.65×109 s  | 84 年 3 日 15.66 時間 | 天王星の公転周期                                                           |
| 2.71×109 s  | 86 年                 | フィールズ賞設立（1936年）からの年数                                       |
| 2.84×109 s  | 90 年                 |                                                                            |
| 2.90×109 s  | 92 年                 | FIFAワールドカップ開始（1930年）からの年数                                 |
| 3.12×109 s  | 99 年                 | 関東大震災（1923年）からの年数                                             |
| 3.16×109 s  | 100 年                | 1世紀                                                                      |
| 3.16×109 s  | 100.1 年              | ニッケル-63 の半減期                                                       |
| 3.456×109 s | 109.5 年              | 40000 日                                                                   |
| 3.82×109 s  | 121 年                | ノーベル賞設立（1901年）からの年数                                         |
| 3.86×109 s  | 122 年 164 日         | ギネスブック公認の最も長寿だった人（2013年時点）、ジャンヌ・カルマンの生涯 |
| 3.98×109 s  | 126 年                | 近代オリンピック開始（1896年）からの年数                                   |
| 4.10×109 s  | 130 年                | 電話・レコード・電灯が発明されてからのおよその年数                         |
| 4.21×109 s  | 133 年 4 か月         | ユリウス暦とグレゴリオ暦が1日ずれる平均時間                                |
| 4.32×109 s  | 136.9 年              | 50000 日                                                                   |
| 4.32×109 s  | 137 年                | 古事記に記されている神武天皇の寿命（日本書紀では127歳）                    |
| 4.58×109 s  | 145 年                | ウィンブルドン選手権開始（1877年）からの年数                               |
| 4.77×109 s  | 151 年                | 廃藩置県（1871年）からの年数                                               |
| 4.80×109 s  | 152 年                | チョウザメの最長寿命                                                       |
| 4.89×109 s  | 155 年                | 大政奉還（1867年）からの年数                                               |
| 4.89×109 s  | 155 年                | 香港がイギリスの支配下にあった期間（1842年 - 1997年、中断期間含む）        |
| 5.11×109 s  | 162 年                | ゴルフのオープン選手権開始（1860年）からの年数                             |
| 5.21×109 s  | 165 年                | 海王星の公転周期                                                           |
| 5.40×109 s  | 171 年                | 国際博覧会開始（1851年）からの年数                                         |
| 6.00×109 s  | 190 年                | カメの最長寿命                                                             |
| 6.25×109 s  | 198 年                | ベートーヴェンの交響曲第9番初演（1824年）からの年数                        |
| 7.76×109 s  | 246 年                | アメリカ独立宣言採択（1776年）からの年数                                   |
| 7.82×109 s  | 247.7 年              | 準惑星冥王星の公転周期                                                     |
| 8.33×109 s  | 264 年                | 日本の江戸幕府の存続期間（1603年 - 1867年）                                |
| 8.49×109 s  | 269 年                | アルゴン-39 の半減期                                                       |
| 8.64×109 s  | 273.8 年              | 10万日                                                                     |
| 9.09×109 s  | 288 年                | エッジワース-カイパーベルト天体クワオアーの公転周期                        |
| 9.53×109 s  | 302 年                | メキシコがスペインによる植民地支配を受けていた期間（ニュースペイン）       |
| 9.59×109 s  | 304 年                | ロシアのロマノフ朝の存続期間（1613年 - 1917年）                            |
| 9.72×109 s  | 308 年                | イギリスのハノーヴァー朝発足（1714年）からの年数                           |
| 1×10 s      | 320 年                |                                                                            |

- より長い時間